# Portada/article maig 1

## Mercuri
Mercuri és el planeta més proper al Sol i el més petit del sistema solar. Dona una volta al Sol cada 88 dies. Mercuri és brillant quan es veu des de la Terra, amb una magnitud aparent de −2,0 a 5,5, però no es veu fàcilment, ja que la seva separació angular amb el Sol és només de 28,3°. Només es pot veure a l'alba i al crepuscle. Se'n sap relativament poc; la primera missió d'exploració de Mercuri va ser la del Mariner 10 que, entre 1974 i 1975, només va cartografiar aproximadament un 45% de la superfície del planeta. La segona és la sonda MESSENGER.
Mercuri, en aparença, és similar a la Lluna: té molts impactes de cràters, no té cap satèl·lit natural i gairebé no té atmosfera. Tanmateix, al contrari de la Lluna, té un nucli de ferro que genera un camp magnètic més o menys un 1% tan fort com el de la Terra. És un planeta excepcionalment dens a causa de la gran mida del seu nucli. Les temperatures de la superfície varien entre els 90 i els 700 kèlvins (−183 i 427 °C).